# Leucochrysa radiosa
Leucochrysa radiosa är en insektsart som beskrevs av Gerstaecker 1888. Leucochrysa radiosa ingår i släktet Leucochrysa och familjen guldögonsländor. Inga underarter finns listade i Catalogue of Life.